# آيري سوزوكي
آيري سوزوكي (鈴木愛理)، (12 أبريل 1994 -) هي مغنية يابانية. 

## حياتها ونشأتها
مواليد 12 أبريل 1994 في تشيبا، اليابان. آيري مغنية الجي-بوب الياباني هي عضو في فرقتين C-ute و Buono! و H!P KIDS وتعمل ضمن شركة هيلو بروجيكت! والداها هما تورو سوزوكي وكيوكو مارويا، لاعبا غولف محترفين.
في عام 2002 انضمت سوزوكي إلى شركة هلو بروجيكت Hello!project مع 14 فتاة أخرى، وكانت أغنية اختبارها Kimochi wa tsutawaru للمغنية بوا Boa، ثم ضمت كعضوة في فرقة 4KIDS بعدها شاركت مجموعتها في فيلم فرقة ميني موني Mini moni.

## وصلات خارجية
- آيري سوزوكي على موقع IMDb (الإنجليزية)
- آيري سوزوكي على موقع ميوزك برينز (الإنجليزية)
- آيري سوزوكي على موقع ديسكوغز (الإنجليزية)
- آيري سوزوكي على موقع قاعدة بيانات الفيلم (الإنجليزية)